# 永冻冰
永凍冰位於地球的南北兩極的極冠，由於當地氣候非常嚴寒，所以結成了地球上長年不會溶化的冰層。
位於地球兩極極的冰，其面積並非永恆不變，而是會隨着氣候變化而使其面積有所增減。所以，夏季時極冠的面積會比冬季時小得多。不過，當中仍然有一部份是夏季時亦不會熔化，這一部份，就是被稱為永凍冰的部份。然而，永凍冰雖然說不會熔化，但其範圍亦會隨着地球大範圍的氣候而變化。例如：在冰河時期，它的範圍可以延伸至覆蓋整個加拿大。
由於地球氣溫不斷上升，永凍冰的範圍不斷縮減，其外圍冰層亦開始因為天氣轉暖而鬆動崩坍。不過，根據科學家的研究，兩極的冰是不可能完全融解的。原因是海水的結冰點比純水為低，當融解進海洋的淡水把海水的濃度減低，海水的結冰點就會相應升高。直到其結冰點比當地的氣候還要高時，永凍冰層融解的過程就會停止，並轉而使濃度較低的海水開始結冰，使冰層再度擴展。

## 參看
- 永久凍土
- 冻土